# ایشهان (یوسف‌علی)
ایشهان (به ترکی استانبولی: İşhan) یک منطقهٔ مسکونی در ترکیه است که در یوسف‌علی واقع شده‌است. ایشهان ۳۹۶ نفر جمعیت دارد.